# Rumaucourt
Rumaucourt ist eine Gemeinde im französischen Département Pas-de-Calais in der Region Hauts-de-France. Sie gehört zum Kanton Bapaume (bis 2015 Kanton Marquion) im Arrondissement Arras. Sie grenzt im Norden an Écourt-Saint-Quentin, im Nordosten an Oisy-le-Verger, im Osten an Sauchy-Cauchy, im Süden an Baralle und im Westen an Saudemont. Die Bewohner nennen sich Rumaucourtois. Die Autoroute A26 tangiert Rumaucourt auf der südlichen Seite.

## Bevölkerungsentwicklung
| Jahr      | 1962 | 1968 | 1975 | 1982 | 1990 | 1999 | 2008 | 2013 |
| --------- | ---- | ---- | ---- | ---- | ---- | ---- | ---- | ---- |
| Einwohner | 579  | 653  | 695  | 676  | 691  | 724  | 699  | 686  |